# Albert Bustamante

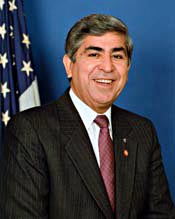
Albert Bustamante

Albert Garza Bustamante (* 8. April 1935 in Asherton, Dimmit County, Texas; † 30. November 2021) war ein US-amerikanischer Politiker (Demokraten). Zwischen 1985 und 1993 vertrat er den Bundesstaat Texas im US-Repräsentantenhaus.

## Werdegang
Albert Bustamante besuchte bis 1954 die Asherton High School. Zwischen 1954 und 1956 war er als Fallschirmspringer im Dienst der US Army. Danach setzte er seine Ausbildung bis 1958 mit einem Kunststudium am San Antonio College fort. Er beendete seine Studienzeit im Jahr 1961 am Sul Ross State College in Alpine. Danach arbeitete er als Lehrer. Gleichzeitig schlug er als Mitglied der Demokratischen Partei eine politische Laufbahn ein. In den Jahren 1968 bis 1971 gehörte er zum Stab des Kongressabgeordneten Henry B. Gonzalez. Zwischen 1973 und 1978 saß Bustamante im Kreisrat des Bexar County. Im gleichen Bezirk war er zwischen 1979 und 1985 Richter.
Bei den Kongresswahlen des Jahres 1984 wurde Bustamante im 23. Wahlbezirk von Texas in das US-Repräsentantenhaus in Washington, D.C. gewählt, wo er am 3. Januar 1985 die Nachfolge von Abraham Kazen antrat. Nach drei Wiederwahlen konnte er bis zum 3. Januar 1993 vier Legislaturperioden im Kongress absolvieren. Dabei war er zeitweise Mitglied im Streitkräfteausschuss.
Im Jahr 1992 geriet er mit dem Gesetz in Konflikt. Er wurde wegen Betrugs und anderer krimineller Geschäfte angeklagt und 1993 zu 42 Monaten Gefängnis verurteilt. Das beendete seine politische Laufbahn. Zuletzt lebte er mit seiner Frau in San Antonio, wo er einen Einkaufsmarkt betrieb.